# اشتر واحدة واحصل على الأخرى مجانا

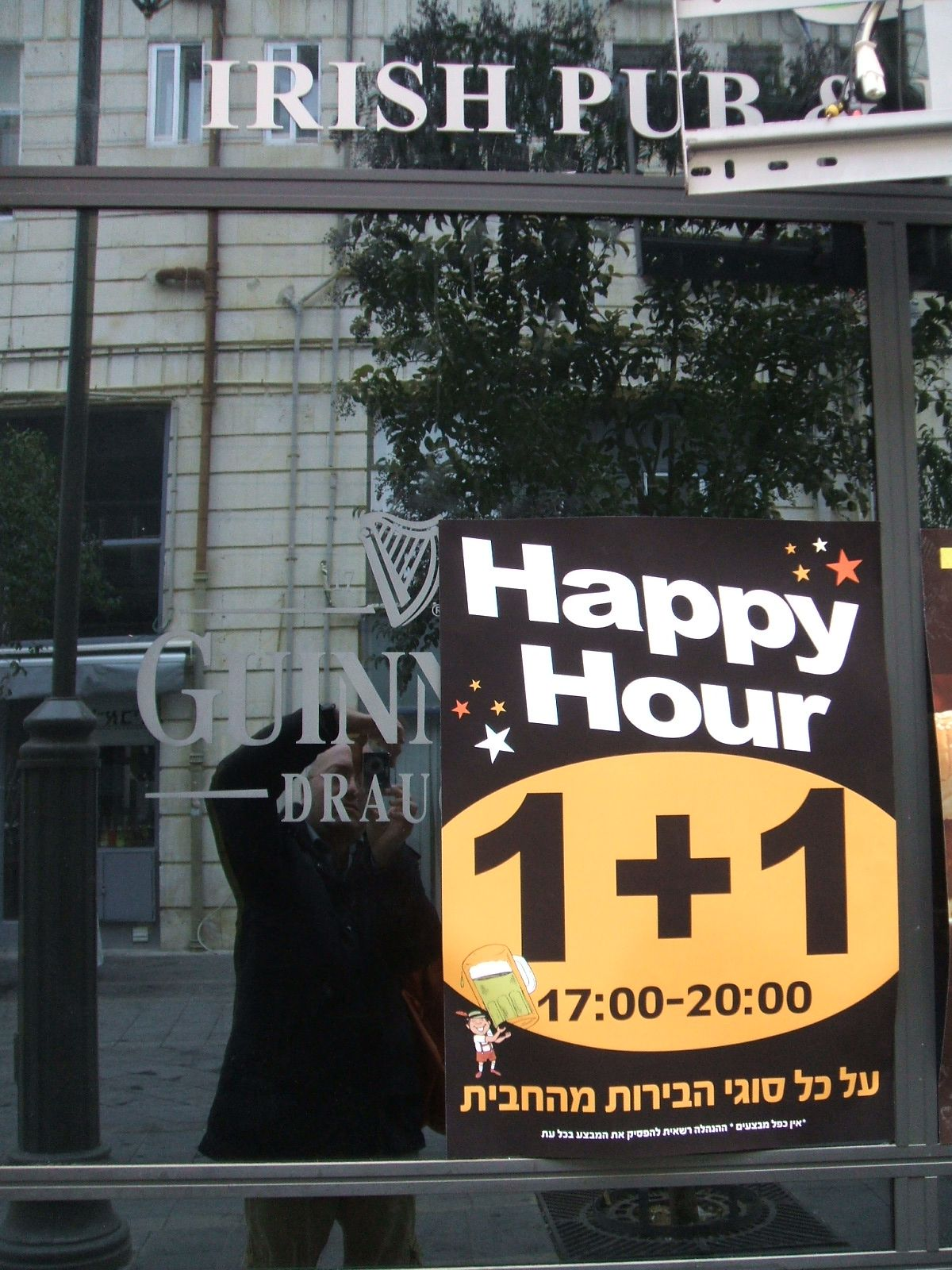

"اشترِ واحدة واحصل على الأخرى مجانًا", أو "اشترِ واحدة واحصل على الأخرى هو أحد الأشكال الشائعة لـ ترويج المبيعات. وعلى الرغم من أنها نادرًا ما تُقدم للمستهلكين في شكل مختصر، تُعرف تقنية التسويق هذه بصفة عامة في صناعة التسويق بالمختصرات BOGO وBOGOF, وتُعد واحدة من الأشكال الأكثر فعالية للعروض الخاصة على السلع.
وقد رجح العالم الاقتصادي أليكس تباروك (Alex Tabarrok) أن نجاح هذا الأسلوب الترويج يكمن في أن السعر يأخذ بعين الاعتبار حقيقة أن هناك صنفين يتم بيعهما. فسعر «أحدهما» رمزي إلى حد ما ويزداد عادة عندما يُستخدم كجزء من صفقة اشترِ واحدة واحصل على الأخرى مجانًا. في حين أن تكلفة كل صنف أرخص نسبيًا مما لو اشتراه وحده، حيث أنه ليس في الواقع بنصف السعر.

## وصلات خارجية
- Cambridge Online Dictionary, Cambridge Advanced Learner's Dictionary